# Gar (Einheit)
Das Gar war ein Längenmaß in Mesopotamien.
- 1 Gar = 5,94 Meter
- 1 Gar = 12 Ellen (1 E. etwa 50 Zentimeter)[1]